# IC 582
IC 582 — галактика типу Sc (компактна спіральна галактика) у сузір'ї Лев.
Цей об'єкт міститься в оригінальній редакції індексного каталогу.